# Andrew Lesnie
Andrew Lesnie (Sydney, Új-Dél-Wales, 1956. január 1. – Sydney, Új-Dél-Wales, 2015. április 27.) ausztrál operatőr. Legismertebb munkái a Gyűrűk ura és a Hobbit című filmsorozatok, melyek epizódjai közül a Gyűrűk Ura: A Gyűrű Szövetsége című filmért 2002-ben megkapta a legjobb operatőrnek járó Oscar-, valamint a Gyűrűk Ura: A király visszatér című filmért 2004-ben a legjobb operatőrnek járó BAFTA-díjat.

## Pályafutása
Pályáját segédoperatőrként és világosítóként kezdte, a 80-as évek közepétől pedig már vezető operatőrként is helyt állt; könnyedebb filmekben és fajsúlyosabb darabokban egyaránt bizonyította kvalitásait. A Babe után az igazán komoly szakmai kihívást A A Gyűrűk Ura: A Gyűrű Szövetsége jelentette Lesnie számára, melyet olyan sikeresen abszolvált, hogy munkájáért Oscar-díjjal jutalmazta az Amerikai Filmakadémia: az operatőr a díjat az időközben elhalálozott fővilágosítónak, Brian Bansgrove-nak ajánlotta.

## Munkamódszere
Lesnie elmondása szerint maximalista, számára a film soha nincs igazából készen, legfeljebb befejezik, vagy azért, mert a forgatásra szánt összeg elfogyott, vagy, mert szorít a határidő. Lesnie szakmailag a terepmunkát nehezebb feladatnak tekinti, mint a stúdióban elkészítendő felvételeket, és úgy gondolja, hogy mindig akad mit javítani egy film színeinek tónusán és minőségén.

## Főbb munkái
- Vadászat (1986)
- A krokodilvadász (1987)
- A szerelem menekültjei (1989)
- Lóvá tett milliomos (1991)
- Babe (1995)
- Képtelen képrablás (1996)
- Babe 2. - Kismalac a nagyvárosban (1998)
- A Gyűrűk Ura: A Gyűrű Szövetsége (2001)
- A Gyűrűk Ura: A két torony (2002)
- A Gyűrűk Ura: A király visszatér (2003)
- Hamis szerelem (2004)
- King Kong (2005)
- Legenda vagyok (2007)
- Komfortos mennyország (2009)
- Az utolsó léghajlító (2010)
- A majmok bolygója: Lázadás (2011)
- A hobbit: Váratlan utazás (2012)
- A hobbit: Smaug pusztasága 2013
- A hobbit: Az öt sereg csatája (2014)
- A Forráskutató (2014)